# Avshen
Avshen (en arménien Ավշեն ; jusqu'en 1978 Chobangerekmaz) est une communauté rurale du marz d'Aragatsotn, en Arménie. Elle compte 285 habitants en 2009.